# Cantone di Saint-Nicolas-de-Port
Il Cantone di Saint-Nicolas-de-Port era una divisione amministrativa dell'arrondissement di Nancy.
È stato soppresso a seguito della riforma complessiva dei cantoni del 2014, che è entrata in vigore con le elezioni dipartimentali del 2015.
Comprendeva i comuni di:
- Azelot
- Burthecourt-aux-Chênes
- Coyviller
- Dombasle-sur-Meurthe
- Ferrières
- Flavigny-sur-Moselle
- Lupcourt
- Manoncourt-en-Vermois
- Richardménil
- Rosières-aux-Salines
- Saffais
- Saint-Nicolas-de-Port
- Tonnoy
- Ville-en-Vermois